# Pierre André Latreille
Pierre André Latreille, född 20 november 1762 i Brive-la-Gaillarde, död 6 februari 1833 i Paris, var en fransk entomolog.
Latreille levde i fattiga förhållanden under sin barndom och miste tidigt sina föräldrar. Senare studerade han teologi i Paris och flyttade tillbaka till sin hemstad där han blev präst. Sin lediga tid ägnade han nästan uteslutande åt studiet av insekter. Efter att  Latreille åter bosatt sig i Paris skrev han en avhandling om Frankrikes spindelsteklar (Mutillidae) som väckte mycket uppmärksamhet i fackkretsar. Under revolutionsåren tvingades han lämna Paris. Han var till och med fängslad i några månader, och undkom en trolig förvisning genom upptäckten av en sällsynt skalbagge, rödhalsad köttbagge, i fängelset.
År 1798 gavs Latreille i uppdrag att sortera den insektssamling  som fanns i landets naturhistoriska riksmuseum (Muséum National d’Histoire Naturelle). Han invaldes som ledamot i Franska vetenskapsakademin 1814, där han efterträdde sin välgörare Guillaume-Antoine Olivier, och 1821 dubbades han till riddare av Franska hederslegionen. Några år arbetade han som professor i staden Alfort nära Paris. Efter 1830 undervisade Latreille som professor vid naturhistoriska riksmuseet och 1832 grundade han Frankrikes vetenskapliga sällskap för Entomologi (Société entomologique de France).
Mellan 1796 och 1833 skrev Latreille ett stort antal skrifter om insekter och tillhörde på så sätt grundarna av den moderna entomologin. Han beskrev inte bara ett stort antal nya arter utan skapade även nya släkten och familjer. Latreille betraktas som en av de viktigaste personerna i skapandet av den biologiska systematiken.
Bland hans skrifter märks Genera crustaceorum et insectorum secundum ordinem naturalem in familias disposita (4 band, 1806-09) och Histoire naturelle de crustacées et des insectes (14 band, 1802-15).
1821 invaldes Latreille som utländsk ledamot nummer 240 av Kungliga Vetenskapsakademien.